# Charles Louis Auguste Fouquet, hertig av Belle-Isle
Charles Louis Auguste Fouquet, hertig av Belle-Isle, född 22 september 1684 och död 26 januari 1761, var en fransk greve och senare hertig.
Hertigen Belle-Isle deltog i spanska tronföljdskriget, blev 1731 generallöjtnant och bidrog både som krigare och diplomat till Frankrikes förvärv av Lothringen 1735. Övertygad motståndare till Österrike var hertig Belle-Isle kanske den främste upphovsmannen till österrikiska tronföljdskriget. 1741 blev han marskalk av Frankrike, och intog samma år Prag och räddade sedan sina trupper därifrån genom ett berömt återtåg. 1746 förde Belle-Isle framgångsrikt befälet i Italien och blev därigenom 1748 hertig. 1758 blev han fransk krigsminister och inlade som sådan stora förtjänster.